# Kabal (groupe)
Pour les articles homonymes, voir Kabal.
Kabal est un groupe de hip-hop français, originaire de Bobigny, en Seine-Saint-Denis. Il est révélé au grand public par la tournée L'Homicide Tour d'Assassin entre 1995 et 1996. Kabal s'identifie au Krü Koncept, des groupes dont les textes au fond plus sociaux, réfléchis et travaillés.

## Biographie
Kabal est un groupe de rap formé en 1993 à Bobigny, en Seine-Saint-Denis, par les rappeurs D' et Djamal. Au cours de son existence, Kabal accompagne le groupe Assassin en tournée et assure la première partie de Cypress Hill au Printemps de Bourges. Le groupe est également en tournée avec Lofofora. Kabal est considéré comme un précurseur de la fusion entre rap et rock sur la scène française. Il marque significativement la scène rap entre 1993 et 2000.
En 2013, Kabal se reforme, plus de vingt ans après sa création, pour un concert à Bobigny et une prestation au festival Chauffer dans la Noirceur.

## Membres
- Djamal et D' - chant
- DJ Toty - platines
- Skalp - guitare
- Professor K - basse
- Franck Vaillant - batterie

## Discographie
- 1993 : Fou à nier (maxi) [2]
- 1994 : Fou à nier (sur la compilation Pleins phares sur le 93000)
- 1994 : Moche est Boboch, Boss Raw feat. Kabal (sur la compilation Pleins phares sur le 93000)
- 1995 : De la N (sur la compilation Tchatche Attack)
- 1995 : L'Underground s'exprime vol.1 (sur le maxi L'Odyssée suit son cours d'Assassin)
- 1996 : La Conscience s'élève (EP)
- 1996 : 'De par les yeux d'un disciple' sur la compilation Radio rap 3
- 1996 : Namor feat. Kabal, Starflam et Rockin Squat - Le Traquenard (sur Bienvenue dans le Traquenard)
- 1997 : Mic Smoking, Starflam feat. Kabal, CNN, Ménage à 3, Rockin' Squat (sur l'album de Starflam)
- 1997 : Participation au freestyle pour le MIB 11'30 contre les lois racistes)
- 1998 : États d'âmes - Mashop Assoss Prod
- 1998 : Kabal/Lofofora - Grand et fort/La bête (maxi)
- 1998 : Kabal vs. Underground Society avec Le Dormeur du Val (maxi)
- 1998 : L'Académie mythik, Assassin feat. Kabal, Pyroman, Radicalkicker & Air 1 sur le maxi "Wake up" d'Assassin

### D' de Kabal
- 2002 : D' de Kabal - Contes Ineffables (album)
- 2003 : Une Boule de Pue dans le Ventre (sur la compilation Mémoires Vives (Folistar Records)
- 2004 : Spoke Orkestra - Interdit aux mineurs (album)
- 2005 : Bombümaine (sur la compilation distribuée dans L’Agenda Citoyen de la mairie de Bobigny)
- 2005 : 6 featurings (sur l’album Zugzwang d’Ursus Minor)
- 2006 : D' de Kabal - Incassable(s) (album)
- 2007 : Spoke Orkestra - Spoke Orkestra n'existe pas (album)
- 2007 : La Théorie du KO - La Théorie du KO (album)
- 2007 : J'ai vu (sur la compilation Bouchazoreill Slam Experience)
- 2008 : D' de Kabal - Autopsie d'une sous-France
- 2010 : D' de Kabal - (Re)Fondations
- 2011 : Spoke Orkestra - Deux Mille Douze, Acte 1 : La peste dans le sang (et l'espoir dans le cerveau)
- 2012 : Spoke Orkestra - Deux Mille Douze, Acte 2 : En dessous de la réalité
- 2015 : Les Soliloques du chaos
- 2015 : Point Limite Zéro

### Djamal
- 2002 : In Vivo - album éponyme
- 2003 : Malaise (sur la mixtape de Psykick Lyrikah)
- 2006 : Epoque Sordide (featuring sur l'album de Pompier)
- 2006 : L'Epouvantail (sur la compilation Tchernobyl, 20 ans après)
- 2006 : Torapamavoa Nicolas (inédit de l'album Deuze de In Vivo) sort sur internet)
- 2007 : La Peau à fleur de nerfs (featuring sur l'album de Monsieur Z)
- 2007 : L'infrekentable (4 titres téléchargeables gratuitement)
- 2007 : In Vivo - Deuze
- 2007 : Torapanovoa
- 2008 : Julien Delmaire feat. Djamal sur le titre Silex (issu du livre CD de J. Delmaire Nègres)
- 2009 : Ceux qui vivent, ce sont ceux qui luttent (avec Charlie Bauer, Julien Delmaire MariPaule B, Dj Boulaone produit par la Compagnie Générale de l'Imaginaire
- 2010 : Sociopathe (composé par DJ Torgull et Densio (In Vivo) en format livre CD 62 pages édition collector numérotée)
- 2012 XXXL de Djamal/Zouz.
- 2011 : Pompier feat. Djamal - Époque sordide
- 2011 : La machine - par Jean Ferraille (Aphasia) / DJAMAL Remix du titre Extra Terrestre issu de Sociopathe
- 2012 : Abraxxas feat. Djamal - Gadget Life (sur 1 000 Bornes )
- 2012 : Khaleed Chainsaw feat. Djamal - Questions
- 2012 : Compilation La Lutte des clashs produite par Djamal et Yoda Musiques par Djamal et Yoda + musiciens